# Comet (Milwaukee)
Comet is een historisch merk van motorfietsen.
Comet was een Amerikaans merk uit Illinois dat voor de Eerste Wereldoorlog motorfietsen maakte. 
In elk geval zijn er modellen bekend van ca. 1910. Deze hadden allemaal een kop/zijklepmotor met een snuffelklep, riemaandrijving met een spanrol aan de onderkant zonder versnellingen en een loop frame. Ze waren minder mooi afgewerkt dan de modellen van stadgenoot Harley-Davidson uit dezelfde periode.
Andere merken met de naam Comet: Comet (België) - Comet (Bologna) - Comet (Londen) - Comet (Minneapolis).